# Lamporo
Lamporo (piemontiul: Lampeu) település Olaszországban, Vercelli megyében. Lakosainak száma 486 fő (2023. január 1.). Lamporo Livorno Ferraris, Crescentino és Saluggia községekkel határos.

## Népesség
A település népességének változása:
| Lakosok száma | 530  | 526  | 486  |
|               | 2017 | 2018 | 2023 |